# 루자인 알하틀룰
루자인 알하틀룰(1989년 3월 31일 ~ , 아랍어: لجين الهذلول)은 사우디아라비아의 여성 인권 운동가이다. 캐나다 브리티시컬럼비아 대학교를 졸업한 루자인 알하틀룰은 사우디아라비아의 여성의 차량 운전 금지령을 위반한 혐의로 여러 차례 체포되었다가 석방된 것으로 유명하다. 2018년 5월에는 아랍에미리트에서 납치되어 사우디아라비아의 유명한 여성 인권 운동가들과 함께 "왕국의 불안정을 시도한 혐의"로 체포되었다. 2018년 10월에는 루자인 알하틀룰의 남편이자 사우디아라비아의 스탠드업 희극인인 파하드 알부타이리가 요르단에서 체포되어 사우디아라비아로 강제 송환되었다.
루자인 알하틀룰은 "2015년 가장 영향력 있는 아랍의 여성 100인" 명단에서 3위를 차지했다. 2019년 3월 14일에는 미국의 문학인 단체인 펜 아메리카(PEN America)가 루자인 알하틀룰, 누프 압둘라지즈, 에만 알나프잔을 2019년 펜 아메리카 바비 자유 저작상(2019 PEN America / Barbey Freedom to Write Award)를 수상자로 선정했다고 발표했다. 2019년 5월 21일에는 2019년 펜 아메리카 문학제(2019 PEN America Literary Gala)에서 이들에 대한 시상식이 거행되었다. 2019년에는 《타임》이 선정한 "2019년 가장 영향력 있는 100인" 명단에 이름을 올렸다. 2019년과 2020년에는 노벨 평화상 후보로 추천되었고 2020년에는 바츨라프 하벨 인권상 후보로 추천되었다. 2021년 2월 10일에 석방되었다.

## 여성 인권 운동
루자인 알하틀룰은 여성 인권 운동과 사우디아라비아의 남성 후견인 제도 반대 활동으로 유명하다. 2014년 12월 1일에는 아랍에미리트에서 자신의 차를 타고 사우디아라비아 국경을 넘으려던 도중에 사우디아라비아의 여성의 차량 운전 금지령을 위반한 혐의로 체포되어 73일 동안 구금되었다. 루자인 알하틀룰은 사우디아라비아의 이웃 나라인 아랍에미리트에서 취득한 운전 면허를 갖고 있었지만 사우디아라비아 경찰은 루자인 알하틀룰을 계속 구금했다. 루자인 알하틀룰은 2015년 12월에 실시된 지방선거 출마를 시도했다가 저지당했는데 이 선거는 사우디아라비아 역사상 최초로 여성이 선거권을 행사한 선거였다.
루자인 알하틀룰은 2016년 9월에 14,000여 명의 지지자들과 함께 살만 빈 압둘아지즈 알사우드 국왕에게 남성 후견인 제도를 폐지해달라는 탄원서에 서명했다. 루자인 알하틀룰은 결국 2017년 6월 4일에 담맘에 위치한 킹 파드 국제공항에서 체포되어 구금되었다. 국제앰네스티는 루자인 알하틀룰의 구금 사유가 인권 운동 때문이라고 판단했다. 루자인 알하틀룰은 변호사 접견이나 가족과의 어떠한 접촉도 허용되지 않았지만 체포 이유는 공식적으로 공개되지 않았다.

## 수감과 고문
루자인 알하틀룰은 2018년 3월에 아랍에미리트에서 납치되어 사우디아라비아로 추방되었고 며칠 동안 체포되었다가 출국 금지 처분을 받았다. 알하틀룰은 2018년 5월 15일 전날 밤에 사우디아라비아에서 여성 인권 운동에 참여한 에만 알나프잔, 아이샤 알마나, 아지자 알유세프, 마데하 알아즈루시와 일부 남성들과 함께 다시 구금되었다. 휴먼 라이츠 워치는 체포 목적을 "왕세자의 인권 의제에 회의적인 입장을 보이는 사람들"이라고 해석했다.
2018년 6월을 기해 사우디아라비아에서 여성의 차량 운전이 허용된 반면 루자인 알하틀룰은 계속 구금되었다. ALQST와 국제앰네스티에 따르면 루자인 알하틀룰과 함께 여성 인권 운동에 참여하다가 구금된 다른 여성들 가운데 몇몇은 고문을 당했다고 지적했다. 고문 기술에는 "호텔" 또는 "장교 영빈관"이라고 불리는 고문 구역에서 전기 충격을 받고 채찍질을 당하는 것이 포함되었다. 벨기에 브뤼셀에 거주하고 있던 루자인 알하틀룰의 누나인 알리아 알하틀룰의 증언에 따르면 루자인 알하틀룰을 상대로 특별히 사용된 고문 기술로는 구타, 전기 충격, 워터보딩 등이 포함되었으며 2018년 5월부터 2018년 8월 사이에 고문이 발생했다고 한다. 루자인 알하틀룰의 부모는 "루자인 알하틀룰은 타박상으로 인해 검게 그을린 상태였다. 루자인 알하틀룰은 면회 도중에 정상적으로 걷거나 앉거나 잡을 수 없도록 통제할 수 없을 정도로 흔들렸다."고 증언했다. 알리아 알하틀룰의 증언에 따르면 사우드 알카흐타니는 루자인 알하틀룰에 대한 고문이 진행되는 동안에 루자인 알하틀룰이 수감된 방을 조롱했다고 한다. 또한 루자인 알하틀룰을 강간해서 살해하고 하수도에 시체를 버리겠다고 위협하는 한편 루자인 알하틀룰을 "라마단 기간 동안 밤새도록" 고문했다고 한다. 알리아 알하틀룰은 사우디아라비아의 여성 관련 규범에서는 여동생이 고문을 당하지 않았을 것으로 예상했다고 진술했다.
루자인 알하틀룰은 2018년 12월 당시에 지다 근교에 위치한 다하반 중앙 교도소에서 동료 여성 인권 운동가들과 함께 수감된 것으로 알려졌다. 캐나다 온타리오주에 거주하고 있던 루자인 알하틀룰의 남동생인 왈리드 알하틀룰의 증언에 따르면 루자인 알하틀룰은 2019년 2월 당시에 리야드 근교에 위치한 알하이르 교도소에 수감되어 있었다고 한다. 사우디아라비아 검찰청은 2019년 3월 1일에 "사우디아라비아의 국가 안보를 파괴한 혐의"로 기소된 루자인 알하틀룰을 비롯한 여러 여성 인권 운동가들에 대한 사전 조사가 완료되었으며 이들을 법정에서 재판할 준비를 하고 있다고 밝혔다. 2019년 3월 13일에는 비록 혐의가 특정되지 않았고 기자들과 외교관들의 출석이 금지된 상태에서 재판이 시작되었다. 하지만 2019년 4월에 루자인 알하틀룰에 대한 심리가 이유 없이 연기되었다.
루자인 알하틀룰의 재판은 2020년 5월 당시에 코로나19 범유행의 여파로 인하여 무기한 연기된 상태였는데 사우디아라비아의 교도소 내에서의 건강에 대한 우려가 제기되었다. 2020년 8월 11일에는 노벨 평화상 후보로 추천된 루자인 알하틀룰의 누나인 리나 알하틀룰이 60일이 넘도록 루자인 알하틀룰에 대한 소식이 없어 사우디아라비아의 교도소에서 또다시 고문을 당할 가능성에 대한 두려움을 나타냈다.
루자인 알하틀룰은 3개월 동안 비공식적으로 구금되어 있었다. 사우디아라비아의 수감자들이 교도소에서 가족들에게 전화할 수 있다는 사실을 알게 되자 루자인 알하틀룰은 가족들과의 전화를 요구하기 위해 6일 동안의 단식 투쟁에 나섰고 루자인 알하틀룰은 자신의 부모를 만날 수 있게 되었다. 사우디아라비아에서는 수많은 유명한 인권 운동가, 성직자, 왕족들이 자신의 가족이나 변호사와 접촉하는 것을 제한하고 있어서 그들의 안전과 복지에 대한 우려가 제기되었다.
2020년 9월 15일에는 29개국 정부 대표가 유엔 인권 이사회에서 사우디아라비아 정부를 향해 교도소에 수감되어 있는 사우디아라비아의 여성 인권 운동가인 루자인 알하틀룰과 동료 여성 인권 운동가 4명을 석방할 것을 요구했다. 2020년 10월 8일에는 유럽 의회가 사우디아라비아 정부에 모든 인권 운동가, 특히 루자인 알하틀룰을 포함한 여성 운동가들을 석방할 것을 요구했다. 또한 유럽 의회 의원들은 사우디아라비아 리야드에서 열린 2020년 G20 정상회의를 앞두고 사우디아라비아의 반체제 인사들과 이주민들의 입장을 강조하면서 유럽 연합 회원국들이 대표 규모를 축소할 것을 촉구했다.
2020년 10월 말에는 사우디아라비아의 여성 인권 운동가의 루자인 알하틀룰이 교도소에서 단식 투쟁에 돌입했다. 트위터를 통해 이 소식을 전한 루자인 알하틀룰의 누나인 리나 알하틀룰과 알리아 알하틀룰 자매의 증언에 따르면 루자인 알하틀룰은 자신의 가족, 형제 자매들과의 정기적인 만남을 요구하며 알하이르 교도소 행정부에 맞서 2020년 10월 26일부터 단식 투쟁을 시작했다고 한다. 2020년 11월 10일에는 영국 주재 사우디아라비아 대사가 "사우디아라비아 정부가 2020년 11월에 있을 G20 정상회의 개최를 앞둔 상황에서 여성 인권 운동가인 루자인 알하틀룰의 석방을 검토하고 있다."고 밝혔다. 이 결정은 루자인 알하틀룰이 몇 주 동안에 걸쳐 단식 투쟁을 벌이고 있었기 때문에 루자인 알하틀룰을 석방하라는 국제적인 정치적인 압력이 있던 상황에서 내려졌다.
루자인 알하틀룰은 2020년 리야드 G20 정상회의가 끝난 이후인 2020년 11월 25일에 사우디아라비아 테러·국가 안보 범죄 특별법원으로 이송되었다. 루자인 알하틀룰의 여동생인 리나 알하틀룰은 루자인 알하틀룰이 재판 도중에 자신에게 불리할 수 있는 거짓 자백을 하라는 압력을 받고 있다고 우려했다. 2020년 11월 29일에는 유럽 출신 외교관 7명이 루자인 알하틀룰을 포함한 사우디아라비아의 인권 운동가 5명이 사우디아라비아 정부에 의해 구속된 것을 규탄하는 공동 성명을 발표했다.
루자인 알하틀룰은 2020년 12월 28일에 열린 재판에서 징역 5년 8개월형을 선고받았다. 하지만 루자인 알하틀룰의 누나인 리나 알하틀룰은 2021년 2월 10일에 자신의 트위터를 통해 루자인 알하틀룰이 5년 동안 출국 금지를 유지하는 조건으로 1,001일 만에 석방되었다고 전했다.